# Helen Allingham

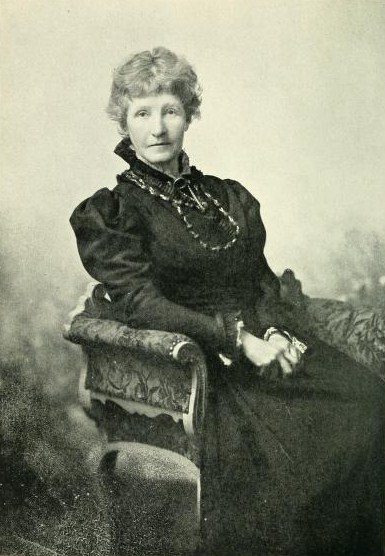
Helen Allingham

Helen Allingham (* 26. September 1848 als Helen Mary Elizabeth Paterson in Swadlincote bei Burton-upon-Trent; † 28. September 1926 in Haslemere, Surrey) war eine britische Genremalerin und Illustratorin.

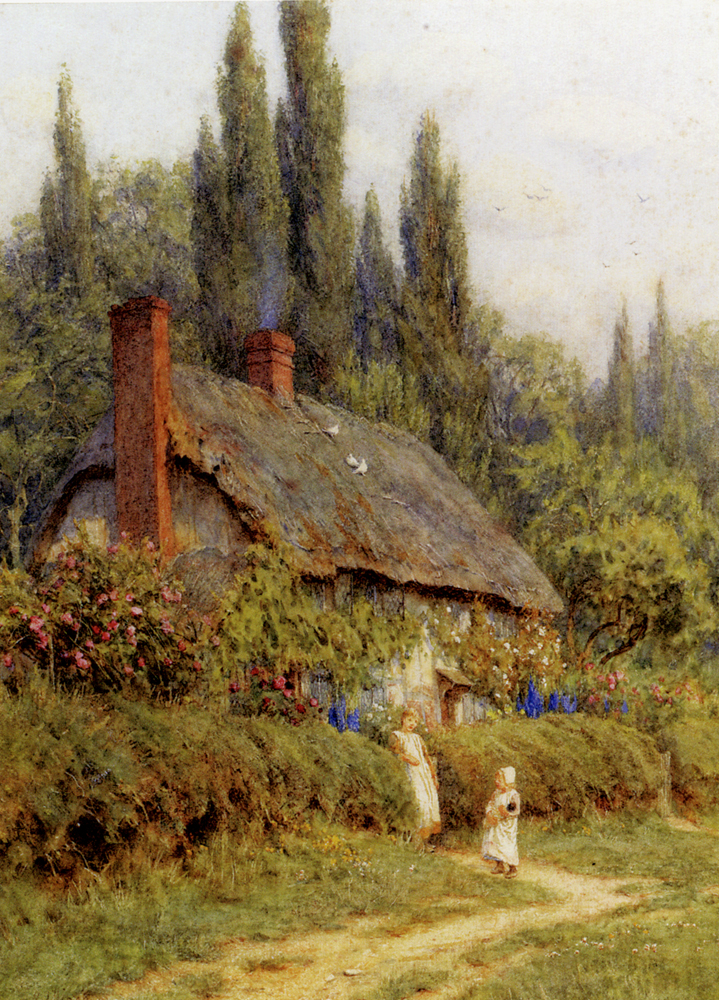
Kinder vor strohgedecktem Haus in West Horsley, Surrey

Die Tochter eines Arztes studierte ab 1867 an der Female School of Art in London und betätigte sich in der Folge als Illustratorin von Kinderbüchern. Sie war befreundet mit Kate Greenaway. 1874 heiratete sie den viel älteren irischen Dichter William Allingham.
Helen Allingham blieb auch nach ihrer Eheschließung künstlerisch aktiv und wandte sich der Aquarellmalerei zu. Sie illustrierte Bücher wie Six to Sixteen. A Story for Girls von Juliana Horatia Ewing (1876), Happy England (1903) und The Homes of Tennyson (1905). Für die Zeitschriften wie die Wochenzeitung „The Graphic“ oder die Literaturzeitschrift „Cornhill Magazine“ lieferte sie Holzschnitte.
Allingham war das erste weibliche ordentliche Mitglied der Royal Watercolour Society. Bis heute beliebt sind ihre etwas süßlichen ländlichen Idyllen, besonders die romantisierende Darstellung ärmlicher Cottages in Surrey und Sussex. Das Andenken der Künstlerin wird von der Helen Allingham Society gepflegt.